# Lejota korsakovi
Lejota korsakovi är en tvåvingeart som först beskrevs av Stackelberg 1952.  Lejota korsakovi ingår i släktet vedblomflugor, och familjen blomflugor. Inga underarter finns listade i Catalogue of Life.